# Décès en 1149
Pour un article plus général, voir 1149.
Décès
- 1145
- 1146
- 1147
- 1148
- 1149
- 1150
- 1151
- 1152
- 1153

Cette page dresse une liste de personnalités mortes au cours de l'année 1149 :
- 13 janvier : Robert de Craon, fils de Renaud, sire de Craon, surnommé le Bourguignon, 2e Grand Maître des Templiers.
- 10 mars : Renaud Ier de Bar, comte de Bar, seigneur de Mousson et comte de Verdun.
- 8 mai : Bernard du Bec, bénédictin normand, 13e abbé du Mont Saint-Michel.
- 29 juin : Raymond de Poitiers, prince d'Antioche.
- 28 août : Moinuddin Ounar (Mu'in ad-Din Unur), régent de Damas.
- 30 septembre : Arnaud de Lévézou, évêque de Béziers puis d'archevêque de Narbonne.

- Al-Hafiz, ou `Abd al-Majîd Al-Hâfiz, 11e calife Fatimide et 21e Imam Hafizzi.
- Baha al-Din Sam I (en), sultan des Ghorides.
- Bérengère de Barcelone, reine consort de León, de Castille et de Galice.
- Bernard de Périgord (en), évêque de Zamora (Espagne).
- Cadi Ayyad ou Al Qâdî 'Iyâd Ibn Mûsâ Al Yahsûbî, cadi (juge) d'origine Andalouse, affilié à l'école juridique Malikite et à l'école théologique Ash'arite (un des sept saints de Marrakech).
- Pétronille de Chemillé, noble angevine, première abbesse de Fontevraud.
- Enguerrand II de Coucy, seigneur de Coucy, de Marle, de La Fère, de Crécy (sur-Serre), de Vervins, de Pinon, de Landouzy (la-Ville), de Fontaine (lès-Vervins) et de quelques autres lieux.
- Geoffroy de Lèves, évêque de Chartres : il fonde l'Abbaye Notre-Dame de Josaphat.
- Guido Pisano (en), cardinal et diplomate italien.
- Guigues de Forcalquier, comte de Forcalquier.
- Joseph ibn Tzaddik, rabbin espagnol.
- Étienne Kontostephanos, aristocrate et chef militaire byzantin.
- Pedro Helías (en), archevêque de Saint-Jacques-de-Compostelle.
- Saif ad-Din Ghazi Ier, émir zengide de Mossoul.
- Uthman Mukhtari (en), poète ghaznévide.

## Crédit d'auteurs
- Cet article est partiellement ou en totalité issu de l'article intitulé « 1149 » (voir la liste des auteurs).